# Tivier (Dordonya)
Tivier (en francès Thiviers) és un municipi francès situat al departament de la Dordonya i a la regió de la Nova Aquitània.

## Demografia
| 1962                                       | 1968  | 1975  | 1982  | 1990  | 1999  | 2007  |
| ------------------------------------------ | ----- | ----- | ----- | ----- | ----- | ----- |
| 3.609                                      | 3.838 | 4.154 | 3.915 | 3.590 | 3.259 | 3.174 |
| Des de 1962: població sense dobles comptes |       |       |       |       |       |       |

## Administració
| Període | Identitat     | Partit |
| ------- | ------------- | ------ |
| 2001-   | Michel Jaccou |        |

## Agermanaments
- Xàbia
- Cistierna
- Östringen